# Inchaden
Inchaden  (in arabo انشادن‎?) è un centro abitato e comune rurale del Marocco situato nella provincia di Chtouka-Aït Baha, regione di Souss-Massa. Conta una popolazione di 28 806 abitanti (censimento 2014).